# TNA World X Cup Tournament (2006)
La TNA 2006 World X Cup Tournament fue un torneo de lucha libre profesional organizado por la Total Nonstop Action Wrestling desde abril hasta mayo del 2006. El torneo está formado por equipos cuyos componentes tienen el estilo de lucha de la X Division de todo el mundo. Pelean entre ellos en peleas individuales o por equipos, ganando puntos por cada victoria. 
El Team USA ganó la World X Cup por segunda vez después de que su capitán, Chris Sabin derrotara al campitán del Team Canada, Petey Williams, rompiendo el empate de 5-5 el 18 de mayo de 2006 en TNA Impact!.
Antes del torneo, hay unas peleas preliminares, incluyendo una pela de 3 contra 3 entre los miembros el Team USA y Team Japan en Lockdown, en la cual ganó Team Japan y un Fatal Four Way en Destination X entre Chris Sabin, Petey Williams, Puma y Sonjay Dutt, representando Estados Unidos, Canadá, Japón e India respectivamente.

## Historia
La 2004 World X Cup tuvo lugar en mayo de 2004 con el Team USA derrotando al Team Canada, Team Japan, Team Mexico y Team Britain. En octubre de 2005, el mánager de la página web de TNA, Bill Banks anunció que, por las buenas relaciones que mantenía la TNA y la promoción jaonesa New Japan Pro Wrestling, TNA fue nombrada como la anfitriona de la segunda World X Cup, esta vez incluyendo a miembros del roster de NJPW.
El 18 de febrero de 2006, en TNA Impact!, fue anunciado que la World X Cup vovlería en el 2006. Después de esto, Jay Lethal derrotó a "The Prince of Punk" Shannon Moore y Roderick Strong en un Triple Threat Match, ganando un puesto en el Team USA, el 11 de marzo de 2006, Chris Sabin fue nombrado segundo miembro del Team USA tras vencer a Sonjay Dutt y Alex Shelley, el 18 de marzo, Sonjay Dutt derrotó a "Maverick" Matt Bentley y "Primetime" Elix Skipper, siendo el tercer miembro del equipo y el 8 de abril, Alex Shelley derrotó a Roderick Strong y Chase Stevens, siendo el último integrante del equipo.
Team Mexico y Team Japan fueron anunciados idamente como competidores en la World X Cup 2006. Team UK iba a estarn en el torneo, pero fue sustituido por Team Canada. Se rumoreaba que sus miembros iban a ser Nigel McGuinness (Capitán), Doug Williams, Jonny Storm y Jody Fleisch.

## Reglas
La competición estuvo dividida en tres rondas.
- En la Ronda 1, fue de dos peleas por equipos. Los equipos ganadores cosneguirían 2 puntos.
- En la Ronda 2, fue de peleas individuales. Los ganadores conseguirían 3 puntos.
- En la Ronda 3, fue una pelea gauntlet que incluía a todos los luchadores. Los dos luchadores que quedaran ganarían 2 puntos y el ganador de esos dos recibiría 3 puntos. Si ambos eran del mismo equipo, recibirían automáticamente 7 puntos.
- Si había un empate, los capitanes de ambos equipos lucharían por determinar un ganador.

## Equipos
- Team USA: 
  - Chris Sabin (Capitán)
  - Jay Lethal
  - Sonjay Dutt
  - Alex Shelley
- Team Canada: 
  - Petey Williams (Capitán)
  - Eric Young
  - Johnny Devine
  - Tyson Dux
- Team Mexico: 
  - Shocker (Capitán)
  - Puma
  - Magno
  - Incógnito
- Team Japan: 
  - Jushin "Thunder" Liger (Capitán)
  - Hirooki Goto
  - Minoru Tanaka
  - Black Tiger

## Resultados

### Ronada 1 - Peleas por equipos
- TNA Impact!: 27 de abril de 2006
  -  Team USA (Sonjay Dutt y Alex Shelley) derrotaron a   Team Japan (Hirooki Goto y Minoru)
- TNA Impact!: 4 de mayo de 2006
  -  Team Mexico (Shocker y Magno) derrotaron a  Team Canada (Eric Young y Johnny Devine)

### Ronda 2 - Peleas individuales
- TNA Impact!: 11 de mayo de 2006
  -  Chris Sabin (Team Usa) derrotó a  Puma (Team Mexico)[nota 1]
- TNA Sacrifice: 14 de mayo de 2006
  -  Jushin "Thunder" Liger (Team Japan) derrotó a  Petey Williams (Team Canada)

### Ronda 3 - El Gauntlet
- TNA Sacrifice: 14 de mayo de 2006
  - 16-man Gauntlet:  Petey Williams (Team Canada) ganó, eliminando en último lugar a  Puma (Team Mexico)[nota 2]

#### Orden de entrada y eliminaciones
Los luchadores entraron siguiendo el patrón de Japan, México, Canadá, USA. El orden de entrada es el inverso de como quedaron los equipos en las puntuaciones finales.
| N.º | Luchador       | N.º de eliminación. | Eliminado por  |
| --- | -------------- | ------------------- | -------------- |
| 1   | Minoru Tanaka  | 8                   | Jay Lethal     |
| 2   | Puma           | 15                  | Petey Williams |
| 3   | Petey Williams | Ganador             | Ganador        |
| 4   | Chris Sabin    | 3                   | Johnny Devine  |
| 5   | Hirooki Goto   | 7                   | Alex Shelley   |
| 6   | Incógnito      | 1                   | Sonjay Dutt    |
| 7   | Johnny Devine  | 4                   | Alex Shelley   |
| 8   | Sonjay Dutt    | 2                   | Incógnito      |
| 9   | Black Tiger    | 6                   | Shocker        |
| 10  | Magno          | 5                   | Jushin Liger   |
| 11  | Eric Young     | 11                  | Jay Lethal     |
| 12  | Alex Shelley   | 13                  | Petey Williams |
| 13  | Jushin Liger   | 10                  | Tyson Dux      |
| 14  | Shocker        | 9                   | Alex Shelley   |
| 15  | Tyson Dux      | 12                  | Alex Shelley   |
| 16  | Jay Lethal     | 14                  | Puma           |

### Ronda 4 - Desempate
- TNA Impact!: 18 de mayo de 2006
  -  Chris Sabin (Team USA) derrotó a  Petey Williams (Team Canada)

### Puntuaciones finales
Los puestos en los torneos de 2004 y 2006 fueron iguales, estando Team USA el primero, Canadá segundo, México tercero y Japan en cuarto.
- Team USA: 6
- Team Canada: 5
- Team Mexico: 4
- Team Japan: 3